# Samo Chalupka
Chalupka Sámuel (Felsőszabadi, 1812. február 27. – Felsőszabadi, 1883.) evangélikus lelkész, szlovák romantikus költő. Adam Chalupka fia, Ján Chalupka ifjabb testvére.

## Élete
Gömörben latinul, majd Késmárkon németül és Rozsnyón magyarul tanult. 1833-ban a bécsi egyetemre ment; 1834-ben papnak szentelték föl és lelkész lett Jolsván, 1840-ben pedig Felsőlehotán.

## Művei
- - 1829 – Repertorium dispositionum, kézirat, versek és töredékek
  - 1834 – Koníku moj vraný, báseň (megjelent Fejerpaty új és régi hazafias kalendáriumában)
  - 1834 – Nářek slovenský, báseň (megjelent Fejerpaty új és régi hazafias kalendáriumában)
  - 1834 – Píseň vojenská, báseň (megjelent Fejerpaty új és régi hazafias kalendáriumában)
  - 1864 – Mor ho!, költemény
  - 1868 – Spevy, verseskötet, többek közt az alábbi versekkel:
    - Likavský väzeň (eredeti címe Jánošíkova náumka)
    - Kráľohoľská
    - Branko
    - Kozák (eredeti címe Syn vojny)
    - Turčín Poničan
    - Boj pri Jelšave
    - Odboj Kupov

  - Vojenská, vers
  - Juhoslovanom, vers
  - Bolo i bude, vers
  - Večer pod Tatrou, vers
  - Při návratu do vlasti, vers
  - Smutek, vers
  - Toužba po vlasti, vers
  - Má vlast, vers
  - Turčín Poničan, vers

### Műfordításai
- 1843 – Pálenka otrava, a svájci Heinrich Zschokke Brandweinpest című művének fordítása